# AGS JH24
Chronologie des modèles (1989-1990)
AGS JH23B AGS JH25
L'AGS JH24 est la monoplace de Formule 1 engagée par l'écurie française AGS dans le cadre de la deuxième moitié du championnat du monde de Formule 1 1989 et des deux premières manches du championnat du monde de Formule 1 1990. Elle est pilotée par l'Italien Gabriele Tarquini et le Français Yannick Dalmas. Le sponsor principal: Ted Lapidus.

## Historique

### Saison 1989
L'AGS JH24 doit être initialement alignée au Grand Prix de France, septième manche de la saison. Elle se distingue par une boîte de vitesses longitudinale. Cependant, elle accuse des problèmes de refroidissement du moteur Ford-Cosworth, contraignant se pilotes à utiliser l'AGS JH23B pour cette épreuve.
En Grande-Bretagne, seul Gabriele Tarquini dispose de la JH24, tandis que Yannick Dalmas, qui vient d'être recruté par AGS, doit se contenter de la JH23B. À son bord, il ne passe pas l'écueil des préqualifications. De son côté, Tarquini échoue à se qualifier en réalisant le vingt-neuvième temps des qualifications. En Allemagne et en Hongrie, l'Italien, qui dispose toujours du seul exemplaire disponible de la JH24, échoue en préqualifications,.
Au Grand Prix de Belgique, l'ingénieur Michel Costa, en partance de Coloni, reprend la direction technique de l'écurie. Un nouveau châssis JH24 est construit et confié à Tarquini. Le châssis originel est quant à lui dévolu à Dalmas, mais aucun d'entre eux ne parvient à se préqualifier, tout comme en Italie, où Tarquini prolonge son contrat avec AGS,.
Au Portugal, Tarquini échoue encore à se préqualifier, tandis que Dalmas est exclu du Grand Prix dès le vendredi matin : il quitte les stands sans l'autorisation des commissaires de course, d'autant plus que sa monoplace est chaussée de pneumatiques portant la marque du Grand Prix d'Italie et le numéro de course de Tarquini, le no 40. En Espagne, les deux AGS ne se préqualifient pas non plus, Dalmas étant en outre victime d'une sortie de piste. Les pilotes AGS connaissent un sort similaire pour les deux dernières manches de la saison, au Japon et en Australie. La JH24 ne se qualifie donc pour aucune course en 1989, et souffre d'importants problèmes de freins. Néanmoins, Dalmas renouvelle son contrat pour la saison suivante,.
À l'issue du championnat, AGS est quinzième du championnat du monde des constructeurs, avec un point marqué par Gabriele Tarquini, vingt-septième du championnat du monde des pilotes, au volant de la JH23B.

### Saison 1990
Pour la saison 1990, le propriétaire d'AGS, Cyril de Rouvre, restructure l'écurie et nomme Claude Rouelle à la direction technique. Avec Michel Costa, il doit superviser la conception de la nouvelle AGS JH25, qui n'est finalement pas prête pour le début du championnat. La JH24 reprend du service, mais ni Yannick Dalmas, ni Gabriele Tarquini ne parviennent à se préqualifier lors de la manche inaugurale, disputée aux États-Unis.
Pour le Grand Prix du Brésil, la JH24 est dotée d'une suspension conventionnelle à deux ressorts, ce qui permet d'améliorer ses performances. En effet, Dalmas réussit à se préqualifier, contrairement à Tarquini, et réalise le vingt-sixième et dernier temps qualificatif pour la course. Le Français abandonne au vingt-huitième tour à la suite d'une casse de suspension.
La JH24 est remplacée par l'AGS JH25 à partir de l'épreuve suivante, organisée à Saint-Marin.

### Exhibitions
En 2022, l'AGS JH24 roule sur le circuit de Dijon à l'occasion d'une exhibition organisée par PeterAuto. En 2023, elle est pilotée par Jean-Louis Schlesser, Philippe Alliot et Simon Bax lors du Charade Super Show. Lors du Grand Prix de France Historique, au Castellet, Franck Montagny la pilote à son tour. 
En 2024, l'AGS JH24 participe au championnat F1 90's Time Attack, piloté par Montagny.

## Résultats en championnat du monde de Formule 1
| Saison | Écurie     | Moteur               | Pneumatiques | Pilotes           | Courses | Courses | Courses | Courses | Courses | Courses | Courses | Courses | Courses | Courses | Courses | Courses | Courses | Courses | Courses | Courses | Points inscrits | Classement |
| Saison | Écurie     | Moteur               | Pneumatiques | Pilotes           | 1       | 2       | 3       | 4       | 5       | 6       | 7       | 8       | 9       | 10      | 11      | 12      | 13      | 14      | 15      | 16      | Points inscrits | Classement |
| ------ | ---------- | -------------------- | ------------ | ----------------- | ------- | ------- | ------- | ------- | ------- | ------- | ------- | ------- | ------- | ------- | ------- | ------- | ------- | ------- | ------- | ------- | --------------- | ---------- |
| 1989   | AGS Racing | Ford-Cosworth V8 DFR | Goodyear     |                   | BRÉ     | SMR     | MON     | MEX     | USA     | CAN     | FRA     | GBR     | ALL     | HON     | BEL     | ITA     | POR     | ESP     | JAP     | AUS     | 1*              | 15e        |
| 1989   | AGS Racing | Ford-Cosworth V8 DFR | Goodyear     | Gabriele Tarquini |         |         |         |         |         |         |         | Nq      | Npq     | Npq     | Npq     | Npq     | Npq     | Npq     | Npq     | Npq     | 1*              | 15e        |
| 1989   | AGS Racing | Ford-Cosworth V8 DFR | Goodyear     | Yannick Dalmas    |         |         |         |         |         |         |         |         |         |         | Npq     | Npq     | Exc.    | Npq     | Npq     | Npq     | 1*              | 15e        |
| 1990   | AGS Racing | Ford-Cosworth V8 DFR | Goodyear     |                   | USA     | BRÉ     | SMR     | MON     | CAN     | MEX     | FRA     | GBR     | ALL     | HON     | BEL     | ITA     | POR     | ESP     | JAP     | AUS     | 0               | 14e        |
| 1990   | AGS Racing | Ford-Cosworth V8 DFR | Goodyear     | Gabriele Tarquini | Npq     | Npq     |         |         |         |         |         |         |         |         |         |         |         |         |         |         | 0               | 14e        |
| 1990   | AGS Racing | Ford-Cosworth V8 DFR | Goodyear     | Yannick Dalmas    | Npq     | Abd     |         |         |         |         |         |         |         |         |         |         |         |         |         |         | 0               | 14e        |

Légende : ici 

* 1 point marqué en 1989 avec l'AGS JH23B.